# 指小辞
指小辞（ししょうじ、英語: diminutive）は、主に名詞や形容詞に付着して、「小さい」「少し」といった意味を表す接辞である。
縮小辞、縮小語尾ともいう。接尾辞が多いが、日本語の「小（こ）」のような接頭辞もある。対義語は指大辞（英: augmentative、「増大辞」・「拡大辞」とも）。

## 概要
用法としては、愛情、愛着、親近感（愛称）などのニュアンスを込める場合、また逆に軽蔑などの意を込めて用いる場合もある。こうした使い分けは概ね語によってあらかじめ決まっていることが多い。また、何かを指し示すのに適当な名称が見当たらない場合、類似のものを指す名詞に指小辞を添えて、「……のようなもの」といった意味で用いる場合もある。この場合、「小さい」のようなニュアンスを含まないこともある。
今もなお、新聞業界では、小中学生に新聞記者のような取材と記事執筆をさせる体験学習のような際に「豆記者」という言い方をするが、この「豆」とは、子ども、小さいながら、といった意味を持つ。
アフリカの言語には指小辞（接頭辞）のついた名詞が特別の名詞クラス（ヨーロッパ語の文法上の性のような区分）となるものもある。また、現代ギリシア語の中性名詞が指小辞のついた形に由来していることや、ドイツ語で指小辞のついた名詞が中性化するなど、性の転化が見られることもある。

## 指小辞の例
以下にさまざまな指小辞の例を挙げる。
なお、以下の例では指小形が固定的な特定の意味を持つに至った例を多く挙げているが、実際にはこのようなものが多数を占めるとは言えず、むしろ、単なる愛称であったり、あるいは「かわいらしさ」「手軽さ」「瑣末さ」などのニュアンスをもとの単語に付加するだけの例も多いことに留意されたい。
| 言語         | 元になった単語           | 意味                     | 指小形 （太字が指小辞）    | 指小形の意味                                                                                                   | 備考                                                                                           |
| ------------ | ------------------------ | ------------------------ | -------------------------- | --- | ---------------------------------------------------------------------------------------------- |
| 日本語       | きれい                   |                          | 小ぎれい                   | | ほかに「小一時間」「小銭」「小腹がすいた」、人名「小政」など。                                 |
| 東北方言     | べこ                     | 牛                       | べこっこ                   | 津軽語では牛、仙台弁では子牛とのこと（<https://www.weblio.jp/content/%E3%81%B9%E3%81%94%E3%81%A3%E3%81%93>）。 |                                                                                                |
| 琉球方言     | まや                     | 猫                       | まやぐゎ                   | 猫ちゃん |                                                                                                |
| 中国語       | （姐姐）                 | （姉）                   | 小姐 (xiǎojiě)             | お嬢さん | ほかに「阿妹」「阿Q」などの「阿」も。                                                          |
| 英語         | fox                      | キツネ                   | foxy                       | キツネのような（日本語版Wikipediaではフォックステリアの意としていたが、犬でないことは明らか）。                |                                                                                                |
| 英語         | Dragon                   | ドラゴン                 | Dragonet                   | ドラゴネット(子竜)                                                                                             | ほかに「ライオネット(子ライオン)」など動物などの子を示す場合語尾に「et」を付けるケースがある。 |
| 英語         | app                      | アプリケーション（略称） | applet                     | アプレット | 近年の造語の例                                                                                 |
| ドイツ語     | Hans                     | ハンス（人名）           | Hänsel                     | ハンスちゃん （ヘンゼル）                                                                                      | 「ヘンゼルとグレーテル」のヘンゼルの名はハンス。                                               |
| ドイツ語     | Rose                     | バラ                     | Röslein                    | 小さなバラ （参考：野ばら）                                                                                    | -lein は -chen に比べてやや古風な表現とされる。                                                |
| ドイツ語     | Bissen                   | 一口                     | (ein) bisschen             | 少し、ちょっぴり                                                                                               | 元の意味を離れ、付加語的、副詞的に使われる。                                                   |
| オランダ語   | huis                     | 家                       | huisje                     | 小さな家 | オランダ語では指小辞が頻用される。-je, -tje など。                                             |
| オランダ語   | auto                     | 車                       | autootje                   | 小さな車 |                                                                                                |
| オランダ語   | koning                   | 王                       | koninkje                   | 小さな王 |                                                                                                |
| ラテン語     | rana                     | カエル                   | ranunculus                 | ラナンキュラス                                                                                                 | 葉の形がカエルの足に似るとされる。性が変化している。                                           |
| ラテン語     | cerebrum                 | 脳                       | cerebellum                 | 小脳 | 近代以降の学術語の例                                                                           |
| イタリア語   | ombra                    | 影                       | ombrello                   | 傘、パラソル                                                                                                   | 性が変化している                                                                               |
| イタリア語   | spago                    | ひも                     | spaghetto （複数形：-i）   | スパゲッティ                                                                                                   | パスタの名前は指小辞の宝庫。                                                                   |
| イタリア語   | spaghetto （複数形：-i） | スパゲッティ             | spaghettino （複数形：-i） | スパゲッティーニ                                                                                               | スパゲッティーニは標準的なスパゲッティよりも細い。指小辞が二重についた例。                     |
| フランス語   | maison                   | 家                       | maisonnette                | 小さな家 | 日本語「メゾネット」の語源となっている。                                                       |
| フランス語   | chat                     | 猫                       | chaton                     | 子猫 | médaillonのように指大辞のこともある。                                                          |
| スペイン語   | casa                     | 家                       | casita                     | カシータ | 小さな家                                                                                       |
| スペイン語   | es:torta                 | 平パン、ケーキなど       | tortilla                   | トルティーヤ                                                                                                   | トルタの小さなもの、シンプルなもの                                                             |
| スペイン語   | armado                   | 武装した（者）           | armadillo                  | アルマジロ | armado は armar 「武装する」の過去分詞形。                                                     |
| ロシア語     | вода (voda)              | 水                       | водка (vodka)              | ウォッカ | 発音は「ヴァダー」「ヴォートカ」。                                                             |
| チェコ語     | řeka                     | 川                       | říčka                      | 小川 | 母音eはíに交替が起こる 発音は「ルジェカ」「ルジーチュカ」                                      |
| アラビア語   | كوت (kuwt)               | 砦                       | كويت (kuwayt)              | クウェート | 「小さな砦」の意。母音部 (-u-ay-) が指小辞に相当。ほかに Hassan → Hussayn （人名）など。       |
| エスペラント | monto                    | 山                       | monteto                    | 丘 |                                                                                                |
| エスペラント | frato                    | 兄弟                     | frateto                    | 弟(のような親しい男性)の愛称                                                                                   |                                                                                                |

なお、ヨーロッパ系の人名には上記のような指小辞が含まれている例も多い。